# Максимовка (Амурская область)
Макси́мовка — село в Октябрьском районе Амурской области, административный центр Максимовского сельсовета.

## География
Расположено в верховьях реки Дим (левый приток Амура), в 35 км к юго-западу от райцентра Екатеринославка, в 2 км южнее автодороги областного значения Екатеринославка — Тамбовка.
На запад от Максимовки идёт дорога к селу Кутилово, на юг — к пос. Увальный.

## История
Основано в 1909 году переселенцами из Полтавской и Черниговской губерний.

## Население
Население — 360 человек (на 1 января 2013 года).
По данным переписи 1926 года по Дальневосточному краю, в населённом пункте числилось 141 хозяйство и 773 жителя (399 мужчин и 374 женщины), из которых преобладающая национальность — украинцы (125 хозяйств).

## Инфраструктура
- В селе находится средняя общеобразовательная школа[4], в которой обучаются 42 человека.
- Функционирует колхоз «Дружба».